# Григоренко, Пётр Григорьевич
Пётр Григо́рьевич Григоре́нко (укр. Петро Григорович Григоренко; 16 октября 1907, село Борисовка, Бановская волость Бердянского уезда Таврической губернии, Российская империя — 21 февраля 1987, Нью-Йорк, США) — генерал-майор вооружённых сил СССР (1959), участник диссидентского движения, правозащитник, основатель Украинской Хельсинкской группы, член Московской Хельсинкской группы.

## Комсомольская молодость
Родился в крестьянской семье. Украинец. Отец — Григорий Иванович Григоренко, крестьянин, агроном; мать — Агафья Семёновна Григоренко (урождённая Беляк). Мать Григоренко умерла от тифа, когда ему было три года. Отец воевал на фронте Первой мировой войны, был в венгерском плену.
Окончив сельскую школу, Пётр Григоренко поступил в реальное училище в Ногайске. Первым в своей деревне вступил в комсомол, был членом бюро комсомольской ячейки в родном селе. В 1922 году переехал в город Юзовку (ныне Донецк), окончил там ФЗУ по специальности «слесарь», работал слесарем, сцепщиком вагонов, кочегаром. С 1925 года был помощником машиниста, затем — машинистом на маневровом паровозе. В 1926 году недолго был политруком в 1-й трудовой школе и в детгородке для несовершеннолетних правонарушителей. В 1926—1927 годах — секретарь Селидовского сельского райкома комсомола. С 1927 года — член коммунистической партии. В 1927—1929 годах — секретарь комитета комсомола транспортного комбината. В 1929—1931 годах — член ЦК комсомола Украины.

## Семья
Женился в первый раз в 1927 году (жена — Мария Григоренко), через 15 лет последовал развод. Во второй раз женился в 1943 году, жена — Зинаида Михайловна Григоренко. Зинаида Михайловна Григоренко родилась в 1909 году, девичья фамилия — Егорова; была узницей сталинских тюрем (1937—1938), участницей Великой Отечественной войны. Когда Пётр Григоренко подвергался репрессиям, выступала в его защиту; подписывала письма в защиту политзаключённых; подверглась преследованиям: исключение из партии, допрос, «беседы». Переехала с Петром Григоренко в США в 1977 году, умерла в 1994 году в Нью-Йорке.
От первого брака у Петра Григоренко было несколько сыновей; от второго — один сын, Андрей, который, как и его отец, стал участником правозащитного движения (участник подпольного кружка, основанного его отцом; выступал в защиту преследуемых по политическим мотивам, участник петиционных кампаний) и подвергался преследованиям (увольнения с работы, заключение в СИЗО). В 1977 году Андрей Григоренко стал составителем книги «Когда мы вернёмся…» (1977) о движении крымских татар за возвращение в Крым; также является президентом Фонда имени П. Григоренко. Два сына Петра Григоренко умерли в молодости.

## Образование
В 1929 году с отличием окончил рабфак. В том же году по профнабору поступил в Харьковский политехнический институт. Тогда же избирается членом ЦК ЛКСМУ. В 1931 году переведён в Военно-техническую академию в Ленинграде, а после перемещения её факультета в следующем году — в Военно-инженерную академию в Москве, которую окончил в 1934 году с отличием.
В 1937 году поступил в Академию Генерального штаба РККА, окончил её также с отличием в 1939 году. Кандидат военных наук (1949).

## Военный инженер
В 1934—1936 годах — начальник штаба отдельного сапёрного батальона в Западном особом военном округе (Витебск, Белоруссия). В этом качестве по приказу начальства руководил разрушением трёх православных храмов, но вскоре отказался от такой деятельности. Позднее вспоминал об этих событиях с чувством глубокого сожаления:

Человеческий труд, ум, нервы вкладывались в эти чудесные творения, а я превращал их в кирпичи. И я решил: буду только строить. Пусть простенькие мостики, но разрушать… Нет, я не восстал против разрушения. Я подумал: «Но разрушать — пусть разрушают другие». Тем и отмечены мои два витебские года: я разрушил три исторических памятника архитектуры, три храма — три святыни наших трудящихся — и построил несколько десятков простеньких деревянных мостов.

В 1936—1937 годах — командир 52-го отдельного инженерного батальона Минского укрепрайона (УР).
В 1937 году — начальник инженеров Минского УР. Многие сослуживцы Григоренко были репрессированы, сам он избежал репрессий, так как в том же году был направлен в Москву учиться в Академию Генерального штаба.
Будучи на втором курсе академии, написал письмо секретарю ЦК Андрееву, в котором, требуя повысить качество обучения в Академии Генерального Штаба, в то же время обвинял преподавателей в восхвалении врагов народа и преуменьшении роли Сталина в Гражданской войне. Письмо заканчивалось предложениями перестроить учебный план и программы академии, создать марксистский учебник по военной истории, «добиться от руководителей академии настоящего большевистского руководства делом подготовки высококвалифицированных кадров».

## Служба на Дальнем Востоке
В 1939 году служил офицером Генштаба в управлении фронтовой группы во время боёв на Халхин-Голе. Был ранен во время миномётного обстрела. Затем — офицер в штабе 1-й Отдельной Краснознамённой Дальневосточной армии (ОКДВА), с 1940 года — Дальневосточного фронта.
В 1942—1943 годах — командир 18-й отдельной стрелковой бригады.
В 1941 году Григоренко на партийном съезде[уточнить] выступил с критикой в адрес И. Сталина за военную близорукость, из-за чего не получил в то время  генеральской должности:21.
В дальнейшем у Григоренко были неприятности со СМЕРШем, поскольку там перехватили его письмо к другу с критикой способов ведения войны. По этой причине звание генерал-майора получил только в 1959 году после осуждения культа личности Сталина:22.

## Участие в Великой Отечественной войне
С декабря 1943 года — на советско-германском фронте, был заместителем начальника штаба 10-й гвардейской армии (2-й Прибалтийский фронт). В феврале 1944 года тяжело ранен и отправлен на лечение.
С августа 1944 года — начальник штаба 8-й стрелковой дивизии (4-й Украинский фронт), участвовал в боях в Карпатах.
С февраля 1945 года — полковник.
Приказом Вооружённых сил 4-го Украинского фронта № 92/н от 6 ноября 1944 года начальник штаба 8-й Ямпольской стрелковой дивизии гвардии подполковник Григоренко награждён орденом Красного Знамени за бои на подступах к Чехословакии и взятие города Керешмезе.
Приказом Вооружённых сил 4-го Украинского фронта № 60/н от 22 февраля 1945 года начальник штаба 8-й Ямпольской стрелковой дивизии гвардии подполковник Григоренко награждён орденом Отечественной войны 1-й степени за умелое планирование и личную отвагу в боях за города Попрад и Мольдава.
В конце войны Григоренко заболел воспалением лёгких, однако, несмотря на тяжёлое состояние, отказывался от госпитализации до прекращения военных действий.
Своё участие в войне Григоренко отразил в автобиографическом романе «В подполье можно встретить только крыс…». В этом романе Григоренко критикует маршала Жукова за большие потери, грубость, необоснованные расстрелы советских офицеров и сокрытие исторической правды.
Из служебных характеристик:

Предан партии Ленина-Сталина и социалистической Родине. Окончил инженерную академию в 1934 г. и Академию Генерального штаба в 1939 г. Учился много, но ничему не научился. Командного опыта почти не имеет, вял, неповоротлив, в работе имеет много недостатков. Сам дисциплинирован, смел, к подчинённым мало требователен, нуждается в повседневном контроле и руководстве.
Командующий Дальневосточным фронтом

генерал армии

И. Р. Апанасенко
Бригадой командовал один год и 3 месяца. За это время показал низкие волевые качества, мягкотел, нетребователен и неорганизован. На всем протяжении в бригаде была низкая дисциплина, неорганизованность, слабая выучка личного состава. Т. Григоренко неоднократно предупреждался за плохую работу, но добиться лучших результатов не смог. Имеет хорошую оперативно-тактическую подготовку, но практически организовать взаимодействие родов войск и управлять соединением не умеет. Сам дисциплинирован, но навести твёрдую дисциплину в частях в силу своей нетребовательности не может. Страдает чрезмерным зазнайством, переоценкой своих знаний и способностей, а на деле их не оправдывает.
По своему складу характера на командной должности использовать нельзя. Лучше использовать на оперативно-штабной работе.
За неорганизованность, отсутствие должной дисциплины в бригаде и слабое воспитание личного состава, вследствие чего в начале ноября с. г. было массовое отравление личного состава бригады, от должности командира бригады отстранён
ВЫВОД: Командовать соединением не может, на командную должность можно назначить не выше командира полка. Лучше использовать на оперативно-штабной работе в крупном штабе или начштаба бригады, дивизии.
Командующий Дальневосточным фронтом

генерал-полковник

М. А. Пуркаев
Подполковник Григоренко в занимаемой должности с января 1944 г. Прибыл из тыловых частей с должности командира бригады. Опыта штабной работы в боевых условиях не имеет. По причине излишнего самолюбия авторитетом у товарищей и подчинённых не пользуется. К вопросу организации управления войсками относится поверхностно. Инициативы не проявляет. В военном отношении подготовлен достаточно. Смел и решителен.
Для приобретения опыта работы в боевой обстановке необходимо назначить тов. Григоренко начальником штаба стрелковой дивизии, действующей на активном участке армии.
Начальник штаба 10-й гвардейской армии

генерал-майор

Н. П. Сидельников

## Преподаватель академии, учёный
В 1945—1961 годах работал в Военной академии имени М. В. Фрунзе:
- С 1945 года — старший преподаватель кафедры общей тактики[6];
- С 1950 года — заместитель начальника научно-исследовательского отдела (НИО)[8];
- С 1952 года — начальник научно-исследовательского отдела;
- С 1958 года — начальник вновь созданной кафедры военной кибернетики[8].

В 1949 году защитил кандидатскую диссертацию на тему «Особенности организации и ведения общевойскового наступательного боя в горах», получил степень кандидата военных наук, затем — звание доцента. Кроме специальных вопросов военной науки, интересовался также историей, философией; окончил с отличием университет марксизма-ленинизма. В августе 1961 года закончил докторскую диссертацию, защита которой не состоялась, так как Григоренко был уволен из академии по политическим мотивам.
Григоренко является автором 83 работ по военной истории, теории и кибернетике, монографии о войне «Сокрытие исторической правды — преступление перед народом» (которая была высоко оценена комментаторами изданий Самиздата) и ряда работ по вопросам гражданских прав и национального равноправия, написанных с марксистско-ленинских позиций.
В 1958—1960 годах руководил авторским коллективом основного теоретического труда академии «Общевойсковой бой». Ряд статей Григоренко был опубликован в «Военном вестнике», «Трудах Военной академии им. Фрунзе» и других изданиях. П. Г. Григоренко выпустил несколько книг по военному делу, как, например, учебное пособие «Бой стрелковых соединений в окружении и выход из окружения», составил отдельные главы ряда других учебных пособий и теоретических трудов.
Был одним из инициаторов создания в академии кафедры военной кибернетики:

Ещё в 1953 году я впервые услышал о работах Винера по исследованию операций в вооружённых силах. И хотя кибернетика была объявлена «буржуазной лженаукой», я направил часть сил НИО на изучение всего, связанного с этой «лженаукой». Было создано переводческое бюро, получившее указание прежде всего реферировать работы по кибернетике и исследованию операций. Лично я установил связь с академиками Акселем Ивановичем Бергом и Колмогоровым. Стал набираться конкретных знаний. Помогало нам и главное разведывательное управление генерального штаба. В общем, НИО взял это направление и вёл его, постепенно накопляя всё больше данных, пока не подвёл дело к созданию в 1959 году кафедры военной кибернетики.

## Начало диссидентской деятельности
У Григоренко было несколько небольших столкновений с властями — например, он протестовал против антисемитизма в Военной академии. Однако первый серьёзный конфликт оказался связан с его выступлением 7 сентября 1961 года на партконференции Ленинского района Москвы, где он заявил: «Мы одобряем проект программы, в которой осуждён культ личности, но возникает вопрос: всё ли делается, чтобы культ личности не повторился» (намёк в адрес тогдашнего руководителя советского государства Н. С. Хрущёва; при этом И. Будрайтскис отмечает, что выступление Григоренко имело сочувственное отношение к сталинистским оппонентам Хрущева из «антипартийной группы» Молотова-Маленкова). Предложил «усилить демократизацию выборов и широкую сменяемость, ответственность перед избирателями. Изжить все условия, порождающие нарушение ленинских принципов и норм, в частности высокие оклады, несменяемость. Бороться за чистоту рядов партии». Выступление генерала Григоренко было признано «ошибочным», сам он лишён делегатского мандата. После этого Григоренко написал открытое письмо к московским избирателям, в котором критиковал «неразумную и часто вредную деятельность Хрущёва и его окружения», за что был незамедлительно уволен из академии и через полгода переведён с понижением на Дальний Восток.
В 1962—1964 годах — начальник оперативного отдела штаба 5-й армии (Дальневосточный военный округ). Осенью 1963 года, будучи в отпуске в Москве, организовал подпольный «Союз борьбы за возрождение ленинизма» (в который вошли сыновья Петра Григоренко и несколько их друзей — студентов и офицеров). Составил семь листовок, распространявшихся в Москве, Владимире, Калуге, в войсках Ленинградского и Среднеазиатского округов (некоторые тиражом до 100 экземпляров). Темами листовок были бюрократическое перерождение советского государства, его карательная политика по отношению к рабочим, причины продовольственного кризиса в стране. В своих листовках Григоренко выступал «за возврат к ленинским принципам», «за отстранение от власти бюрократов и держиморд, за свободные выборы, за контроль народа над властями и за сменяемость всех должностных лиц, до высших включительно».

## Первый арест и заключение
2 февраля 1964 года в Хабаровске Григоренко арестовали по статье 70 Уголовного кодекса РСФСР («Антисоветская агитация и пропаганда»). Аресту также подверглись его сыновья, составлявшие основу «Союза». Был доставлен в Москву, помещён во внутреннюю тюрьму КГБ. Отклонил предложение председателя КГБ В. Е. Семичастного «раскаяться» и тем самым избежать ареста и суда. После этого Григоренко направили в Институт имени Сербского в 4-е закрытое спецотделение, предназначенное для политических заключённых, на судебно-психиатрическую экспертизу. Экспертиза проводилась комиссией, в состав которой входили в том числе А. В. Снежневский и Д. Р. Лунц.
19 апреля 1964 года по результатам экспертизы Григоренко был признан невменяемым, назначена группа инвалидности (в заключении экспертизы значилось: «паранойяльное (бредовое) развитие личности с присоединением явлений начального атеросклероза головного мозга. Невменяем. В спецпсихбольницу на принудительное лечение»), после чего Григоренко перевели в Лефортовскую тюрьму, где он содержался до 14 августа 1964 года. За это время 17 июня 1964 года Военная коллегия Верховного Суда СССР в закрытом режиме и в отсутствие подсудимого рассмотрела дело Григоренко. Григоренко был лишён воинских званий и 14 августа 1964 года этапирован в Ленинградскую специальную психиатрическую больницу. В больнице не получал ни инъекций, ни таблеток.
14 апреля 1965 года последовало определение Военной Коллегии о снятии принудительного лечения. Григоренко был выписан с заключением «здоров», ему снята группа инвалидности, при этом не восстановлен в воинском звании. Ему не выплатили положенные в соответствии с законодательством жалованье по день увольнения и выходное пособие, долгое время не выплачивали пенсию. Согласно законодательству, лица, признанные невменяемыми, не несут ответственности за свои действия — иными словами, являются не виновными, а больными, и актом разжалования Григоренко и лишения его военной пенсии власти по сути признали, что считают его не больным, а виновным и наказывают путём помещения в специальную психиатрическую больницу.
После выхода из психиатрической больницы тщетно пытался восстановить свои гражданские права. Устроился работать грузчиком в магазин Москвы (получить какую-либо квалифицированную работу не мог из-за отсутствия документов: не были оформлены документы о службе в армии); также работал сторожем, экскурсоводом. Спустя некоторое время получил от Министерства обороны пенсию, в 2,5 раза меньшую, чем ему полагалось. Начал работать мастером в строительной организации, откуда был уволен по сокращению штатов через год. После 1968 года не мог найти вообще никакой работы.
С февраля 1966 года Пётр Григоренко в ответ на попытки добиться справедливости начал получать угрозы лишить его пенсии или снова поместить в психиатрическую больницу.

## Один из лидеров правозащитного движения
В 1966 году правозащитник  Владимир Буковский ввёл Григоренко в круг московских инакомыслящих. От них Григоренко начал получать самиздат, узнал о проблеме репрессированных народов, активно включился в борьбу крымских татар за их возвращение на историческую родину. Способствовал активизации национального движения крымских татар, стал неформальным лидером их движения за возвращение в Крым.
После первого опыта создания «Союза борьбы за возрождение ленинизма» разочаровался в подпольных методах борьбы, был сторонником активной и гласной общественной деятельности диссидентов, заявляя:

Власть, родившаяся в подполье и вышедшая из него, любит в темноте творить свои чёрные дела. Мы же стремимся вынести их на свет, облучить их светом правды. Власть, стремясь уйти из-под света, изображает наши действия как нелегальные, подпольные, пытается загнать нас в подполье. Но мы твёрдо знаем, что В ПОДПОЛЬЕ МОЖНО ВСТРЕТИТЬ ТОЛЬКО КРЫС…

Заключительная часть этой фразы стала названием его книги воспоминаний.
Принял участие в защите А. Синявского и Ю. Даниэля, резко протестовал против арестов молодых литераторов А. Гинзбурга, Ю. Галанскова, А. Добровольского и других. Во время закрытых политических процессов 1965—1969 годов нередко присутствовал у зданий суда, требуя открыть двери судебных залов для всех желающих, объяснял собравшимся вокруг людям цели подсудимых, высказывал своё недовольство искажениями во внутриполитической жизни страны, требовал возвращения к «истинному ленинизму».
5 марта 1966 года в Москве участвовал вместе с писателем В. Аксёновым, поэтессой Юнной Мориц и многими другими в демонстрации против реабилитации Сталина.
В мае 1966 года отправил письмо советскому премьеру  А. Косыгину, требуя прекращения незаконных преследований, а затем написал обращение к избирателям, в котором объяснял, почему на выборах будет голосовать против Косыгина, и призывал следовать своему примеру. Копии писем Григоренко послал в советские газеты, а также за границу с просьбой опубликовать их, если он будет опять арестован или помещён в психиатрическую больницу. В случае, если он подвергнется госпитализации, Григоренко просил, помимо того, передать его дело в ООН, в Комиссию по защите прав человека и в международные организации юристов.
В 1967 году написал историко-публицистический памфлет «Сокрытие исторической правды — преступление перед народом» о причинах поражений Советской Армии в начале войны, получивший широкое распространение в Самиздате. Памфлет принёс своему автору известность и сделал его одной из центральных фигур политической оппозиции в СССР.
В своём памфлете Григоренко писал, в частности:

…накануне войны войска западных приграничных военных округов, незначительно уступая по численности вероятной армии вторжения противника, в военно-техническом отношении были значительно сильнее её. Но — квалифицированные командные кадры были изъяты из армии почти полностью и подвергнуты репрессиям различной степени. На их место пришли в большинстве люди малоквалифицированные и просто в военном отношении неграмотные, зачастую — абсолютные бездарности. Авторитет командного состава в связи с этим, а также вследствие психоза борьбы с «врагами народа», резко снизился, дисциплина пришла в упадок.

В 1967 году встречался со студентами МГУ, в неофициальном порядке читал им лекции по истории Великой Отечественной войны. В том же году обратился в Верховный суд с требованием пересмотра дела арестованного правозащитника  В. Буковского.
В октябре 1967 года эмигрантская газета «Посев» опубликовала материалы, касающиеся СССР, со ссылкой на Григоренко; в связи с этим 12 февраля 1968 года Григоренко был приглашён на беседу в управление КГБ по Москве и Московской области. 19 февраля того же года Григоренко послал письмо председателю КГБ Ю. В. Андропову с описанием этой беседы и своими комментариями.
В период Пражской весны поддержал демократические преобразования в ЧССР и написал личное письмо А. Дубчеку с советами по поводу возможной обороны страны в случае советского вторжения. Резко осудил вторжение советских войск в Чехословакию. Выступил в защиту участников демонстрации 25 августа 1968 года в Москве.
14 ноября 1968 года стал организатором траурного митинга на похоронах защитника прав репрессированных народов писателя А. Е. Костерина — одной из первых оппозиционных манифестаций в Москве. 19 ноября того же года сотрудники КГБ произвели у Григоренко обыск с изъятием письменных документов по похоронам Костерина. Восстановив арестованные КГБ материалы, Григоренко опубликовал в Самиздате подборку «Памяти Алексея Евграфовича Костерина» (ноябрь 1968).
В конце 1968 года написал работу «О специальных психиатрических больницах (дурдомах)», вошедшую как составная часть в книгу Натальи Горбаневской «Полдень».

## Второй арест и заключение
Весной 1969 года по просьбе крымских татар Григоренко начал подготовку к суду над участниками массовых волнений в Чирчике (город в Узбекской ССР) в качестве их общественного защитника.
2 мая 1969 года вылетел в Ташкент по телеграфному вызову в качестве общественного защитника на крымскотатарский процесс. 3 мая утром Григоренко становится ясно, что вызов — ложный. Внезапное ухудшение здоровья[прояснить] помешало Григоренко немедленно вернуться в Москву. 7 мая на квартире в Ташкенте, где остановился Григоренко, он был арестован КГБ по статье 191-4 УК УзССР (191-1 УК РСФСР), помещён в Ташкентский следственный изолятор КГБ. 15 мая было предъявлено обвинение по статье 190-1 УК РСФСР. Григоренко в письменной форме безуспешно просил изменить меру пресечения или перенести следствие, по принадлежности, в Москву, а если в том и другом будет отказано, дать свидание с женой. С 13 по 28 июня держал голодовку протеста против незаконного ареста, при этом его подвергали принудительному кормлению, избиениям и издевательствам.
24 мая на арест Григоренко откликнулся его друг, церковный писатель Левитин-Краснов с самиздатской статьёй «Свет в оконце» (Архив Самиздата, Собрание документов Самиздата, т. 4 А, АС № 269, — Мюнхен, Liberty), за которую Левитин, по его словам, был арестован 12 сентября 1969 года. В своих воспоминаниях «Родной простор. Демократическое движение» (ФРГ, 1981) Левитин обвинил Григоренко в неблагодарности, указав, что он за него пострадал, а Григоренко не упомянул о нём в своих воспоминаниях «В подполье можно встретить только крыс…», во французском переводе, который был опубликован раньше русского оригинала. В русском тексте мемуаров Григоренко о Левитине написал.
Судебно-психиатрическая экспертиза в Ташкенте, проведённая в августе 1969 года под руководством заслуженного деятеля науки Узбекской ССР профессора Ф. Ф. Детенгофа с участием Е. Б. Когана, А. М. Славгородской, И. Л. Смирновой, закончилась выводом: «Признаков психического заболевания не проявляет в настоящее время, как не проявлял их и в период совершения [со второй половины 1965 года по май 1969 года] инкриминируемых ему преступлений, когда отдавал отчёт своим действиям и мог руководить ими. Вменяем. В стационарном обследовании не нуждается». 21 октября Григоренко вывезли самолётом в Москву, в Институт имени Сербского, и 19 ноября экспертная комиссия, в состав которой входили в том числе Г. В. Морозов и Д. Р. Лунц, сделала вывод: «Страдает психическим заболеванием в форме патологического (паранойяльного) развития личности с наличием идей реформаторства, возникших у личности с психопатическими чертами характера и начальными явлениями атеросклероза сосудов головного мозга. (В 1964 году отмечались идеи реформаторства, отношения и преследования.) Невменяем. Нуждается в принуд. лечении в спецпсихбольнице».
4 декабря Григоренко возвращают в следственный изолятор КГБ Узбекской ССР. Затем его переводят в камеру предварительного заключения Куйбышевского областного управления милиции, далее в Бутырскую тюрьму в Москве. С мая 1970 года по сентябрь 1973 года Григоренко находится в Черняховской специальной психиатрической больнице МВД, затем до мая 1974 года — в 5-й московской городской психбольнице в селе Троицкое. В Черняховской спецпсихбольнице начал писать свои мемуары, однако всё написанное было конфисковано администрацией больницы и сожжено.
13 мая 1970 года к Генеральному прокурору СССР Р. А. Руденко с «Жалобой в порядке надзора» на определение Ташкентского горсуда и Верховного суда УзССР по делу Григоренко обратились M. A. Леонтович, А. Д. Сахаров, В. Ф. Турчин и В. Н. Чалидзе, указав на «серьёзные процессуальные нарушения, допущенные на стадии предварительного следствия и в судебном разбирательстве», однако не имеется сведений о том, что прокурор как-то отреагировал на это письмо.
В 1971 году в Самиздате появилась заочная экспертиза, доказывающая факт психического здоровья Григоренко (впоследствии этот вывод подтверждён видными психиатрами США). Автором экспертизы был молодой врач-психиатр Семён Глузман, в 1972 году арестованный и осуждённый на 7 лет заключения и 3 года ссылки (формально — по другому обвинению).
С момента ареста Григоренко началась активная кампания за его освобождение — как в СССР, так и за рубежом. Крымские татары пикетировали тюрьму в Ташкенте. На демонстрации 6 июня 1969 года в Москве на площади Маяковского в качестве одного из лозунгов прозвучало требование освобождения Григоренко. Под обращениями в его защиту были собраны сотни подписей. С выступления в защиту Григоренко началась правозащитная активность А. Д. Сахарова. А. Солженицын в телеграмме президенту Никсону просил ходатайствовать перед советским правительством об освобождении генерала Григоренко и Шихановича. После того, как В. Буковский в 1971 году передал на Запад истории болезни нескольких инакомыслящих, ставших жертвами политических злоупотреблений психиатрией в СССР, в том числе и историю болезни Григоренко, международная медицинская общественность стала оказывать давление на советских психиатров. В 1973 году на Западе вышел сборник публицистики Григоренко «Мысли сумасшедшего», в состав которого вошли его тюремные дневники; в том же году по этой книге в Англии сняли фильм.

## Хельсинкские группы
В 1974 году под давлением широкой международной кампании протестов Григоренко освобождён, продолжил диссидентскую деятельность. В 1976 году стал членом Московской Хельсинкской группы (с момента её основания). С февраля по ноябрь 1977 года — неформальный лидер Московской Хельсинкской группы. Участвовал в составлении и подписал большинство документов МХГ, выпущенных в 1976—1977 годах. На квартире Григоренко проходили заседания Московской Хельсинкской группы; он принимал граждан, обращавшихся в МХГ в связи с нарушениями прав человека.
В январе 1977 года явился одним из инициаторов создания при МХГ Рабочей комиссии по расследованию использования психиатрии в политических целях. Был одним из членов-основателей Украинской Хельсинкской группы, затем её представителем в Москве.
В 1975 году сын Петра Григоренко Андрей под давлением КГБ вынужден был эмигрировать на Запад вместе с женой Марией Великановой, сестрой диссидентки Татьяны Великановой.
Пётр Григоренко выступал в защиту арестованных членов хельсинкских групп — А. Гинзбурга, Ю. Орлова, А. Щаранского, В. Слепака, Н. Руденко, А. Тихого, З. Гамсахурдии. 17 декабря 1976 года совместно с другими правозащитниками Григоренко подписал открытое письмо в защиту Владимира Буковского от клеветы, содержавшейся в публикации на страницах «Литературной газеты».
В феврале 1977 года Григоренко написал книгу «Наши будни» о борьбе КГБ против Хельсинкского движения в СССР.

## Эмиграция
В ноябре 1977 года, не имея ни малейшего желания эмигрировать, с официального разрешения советских властей выехал вместе с женой Зинаидой в США для необходимой ему операции, считавшейся в СССР тяжёлой, и свидания с живущим в Нью-Йорке сыном. Через три месяца указом Верховного Совета за подписью Брежнева был лишён советского гражданства (и тем самым права возвращения в СССР). Получил политическое убежище в США.
Продолжал участвовать в правозащитной деятельности, совершал многочисленные поездки и выступления в защиту прав человека, участвовал в пресс-конференциях, что находило ряд откликов в прессе Германии, Швейцарии, Франции, Бельгии, США. Читал лекции в университетах. В 1979 году выступил на Сахаровских слушаниях в Вашингтоне. Окончательно отказался от своих коммунистических взглядов, стал членом украинской общины в Соединённых Штатах, православным верующим. Возглавил Ассоциацию ветеранов Второй мировой войны — выходцев из СССР, облегчавшую их адаптацию в непривычной для них американской обстановке. Являлся зарубежным представителем Украинской Хельсинкской группы, был членом редколлегии журнала «Континент». Написал книгу воспоминаний о своём советском прошлом "В подполье можно встретить только крыс…" . Статьи Григоренко часто публиковались в русской и украинской эмигрантской периодике.
Во время эмиграции на предложение должности профессора в военной академии Вест-Пойнт ответил отказом:

Я благодарен этой стране, которая меня приютила, в которой сделали мне операцию. Но земля России полита моей кровью, наши страны в состоянии противоборства, и я не могу свой военный опыт и знания передавать армии потенциального противника.

Находясь в США, Григоренко обратился с письменным заявлением к руководству Американской психиатрической ассоциации (АПА), в котором просил освидетельствовать его психическое состояние. Многочасовое освидетельствование Григоренко, вопросы врачей и ответы испытуемого были зафиксированы видеокамерой; авторитетные психиатры США не обнаружили у Григоренко каких бы то ни было признаков психической болезни ни на момент обследования, ни в прошлом; в частности, не было найдено никаких параноидных симптомов даже в самой слабой форме. Эти выводы были подтверждены исследованиями биометрической лаборатории Института психиатрии штата Нью-Йорк, проводившимися независимо на материале изучения всех бесед с Григоренко, записанных на видеомагнитофон. Руководивший экспертизой профессор психиатрии Уолтер Райх отметил:

…Мы нашли человека, который напоминал описанного в советских актах экспертизы столько же, сколько живой человек напоминает карикатуру на него. Все черты его советскими диагностами были деформированы. Там, где они находили навязчивые идеи, мы увидели стойкость. Где они видели бред — мы обнаружили здравый смысл. Где они усматривали безрассудство — мы нашли ясную последовательность. И там, где они диагностировали патологию, — мы встретили душевное здоровье.

Григоренко умер 21 февраля 1987 года от инсульта. Был похоронен на украинском кладбище около Нью-Йорка. Хоронили генерала с полными офицерскими почестями, на похороны собралось множество людей, приехавших из разных городов США и даже из Европы.
Проходившая в 1991—1992 годах в Ленинграде (Санкт-Петербурге) официальная посмертная судебно-психиатрическая экспертиза подтвердила бездоказательность советских экспертиз по делу Григоренко и безосновательность многолетнего «лечения» в психбольницах:23,28, признала Григоренко психически здоровым.
В 1993 году указом президента России Б. Н. Ельцина Григоренко был посмертно восстановлен в звании генерал-майора.

## Память о генерале

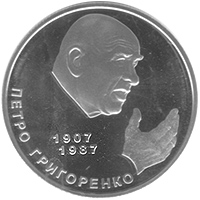
Юбилейная монета Украины в честь Петра Григоренко

В 1997 году президент России Б. Н. Ельцин подписал указ «Об увековечении памяти Григоренко П. Г.». Бывший помощник президента Михаил Краснов позднее вспоминал: «Я помню, с каким трудом приходилось пробивать указ о 100-летнем юбилее генерала правозащитника Григоренко и как в правительстве чиновники, куда послали согласовывать этот проект указа, ответили, что генерал Григоренко так же разрушал армию, как это делает генерал Рохлин» (на самом деле речь шла о 90-летнем юбилее).
17 октября 1997 года президент Украины Л. Д. Кучма издал указ о награждении П. Г. Григоренко орденом «За мужество» первой степени (посмертно) — «за мужество и самопожертвование, за участие в правозащитном движении». В Киеве именем Петра Григоренко назван проспект, в Крыму — несколько улиц, во Львове — площадь, в Харькове — проспект.
Имя генерала Григоренко пользуется глубоким уважением в среде крымских татар. 17 мая 1999 года в центре Симферополя на Советской площади по инициативе крымскотатарского меджлиса без разрешения городских властей был торжественно открыт памятник генералу Григоренко. 16 октября 2003 года в Саках была открыта мемориальная доска на доме, где отдыхал Пётр Григоренко. Бронзовый бюст на постаменте изготовил и оплатил внучатый племянник генерала Александр Григоренко. Позднее статус памятника был легитимирован — более того, в 2004 году Симферопольский горсовет принял решение переименовать территорию вокруг бюста в сквер имени Григоренко. В мае 2024 года российские власти снесли памятник.
Сын Григоренко Андрей основал в Нью-Йорке фонд его имени (General Petro Grigorenko Foundation), который провёл несколько Григоренковских чтений в Колумбийском университете.